# En homme
L'espressione en homme viene utilizzata nella comunità transgender, solitamente da crossdresser donne, per descrivere il vestire con abiti maschili o l'esprimere una personalità stereotipicamente maschile. Il termine deriva dal francese, e significa letteralmente "come un uomo". La maggior parte dei crossdresser utilizza anche un nome homme (maschile).